# Gargoyles – Flügel des Grauens
Gargoyles – Flügel des Grauens ist ein Horrorfilm von Jim Wynorski aus dem Jahr 2004. Wynorski tritt hierbei allerdings unter dem Pseudonym Jay Andrews auf. Die Story des Films stammt aus der Feder des hier auch als Filmproduzent in Erscheinung tretenden Ion Ionescu. Wynorski arbeitete die Geschichte gemeinsam mit Anthony L. Greene und Bill Munroe zu einem Drehbuch aus. Zudem übernahm Wynorski eine kleine Nebenrolle als Barkeeper Boggy.

## Handlung
Ein CIA-Team weilt in Rumänien, um die Entführung eines Millionärssohnes möglichst unblutig zu beenden. Einer der Entführer wird nach einer wilden Verfolgungsjagd durch die Hauptstadt auf der Turmspitze von Schloss Orlock aufgespießt aufgefunden.
Zeitgleich meldet die Historikerin Christina Durant, ebenfalls Amerikanerin, ihren Kollegen Richard Barrier als vermisst. 
Was sie noch nicht weiß: Ein leichtes Erdbeben legte in einem Gewölbe unter dem Friedhof der Kirche, deren Wandgemälde sie derzeit erforscht, eine unterirdische Höhle frei, in der seit ca. 500 Jahren ein flugfähiges Ungeheuer, welches zur Gattung der Gargoyles gehört, gefangen ist bzw. war. Eines seiner ersten Opfer ist der Historiker, als dieser neugierig in die Höhle des Gargoyles hinabstieg. Aus der Stadt holt sich das blutrünstige Ungetüm immer wieder neue Opfer. Mit deren Eingeweiden füttert es seine Brut tief unter der Erde. 
Durant und CIA-Agent Griffin arbeiten im Vermisstenfall eng zusammen. Von einem Bischof erfahren sie im Vazlav-Kloster vor den Toren der Stadt, wie ein Gargoyle getötet werden kann. Die historische Armbrust, mit der der letzte Gargoyle vor 500 Jahren getötet wurde, ist über die Jahrhunderte in einem Schrein des Klosters aufbewahrt worden. Die Pfeilspitze muss jedoch mit dem Blut eines geweihten gutherzigen Priesters getränkt sein. Bei einem Spaziergang im Klostergarten werden sie unvermittelt aus der Luft von dem kürzlich befreiten Gargoyle angegriffen. Der Bischof wird von des Gargoyles Krallen gepackt und verschleppt. Griffin und Durant nehmen die Armbrust an sich und fliehen zurück nach Bukarest, wo Griffin schwer bewaffnete Einheiten zur Verstärkung anfordert.
In der Gruft unter dem Friedhof werden sie fündig. Beim Eintreffen der Sondereinheiten beginnt der Gargoyle-Nachwuchs zu schlüpfen. 
Der erste Versuch, die flughundartigen Wesen mit herkömmlichen Handfeuerwaffen zu vernichten, misslingt. Daraufhin sprengt Griffin die Gruft. Damit zieht er natürlich den Zorn des Gargoyle auf sich. Aus der Luft greift er die Männer an, die noch auf dem Friedhof weilen. Nun kommt die entwendete Armbrust zum Einsatz. Griffin trifft beim ersten Schuss. Der Gargoyle stürzt in das Gewölbe, deren Bodenluke noch geöffnet war. Die Beteiligten können aufatmen. Sie sind sich sicher, die Macht des Gargoyle ist gebrochen. 
Nach einer Verschnaufpause erhält Griffin die Nachricht, dass über Sibirien ein unbekanntes Flugobjekt gesichtet wurde. Das Bangen geht also weiter.

## Hintergrund

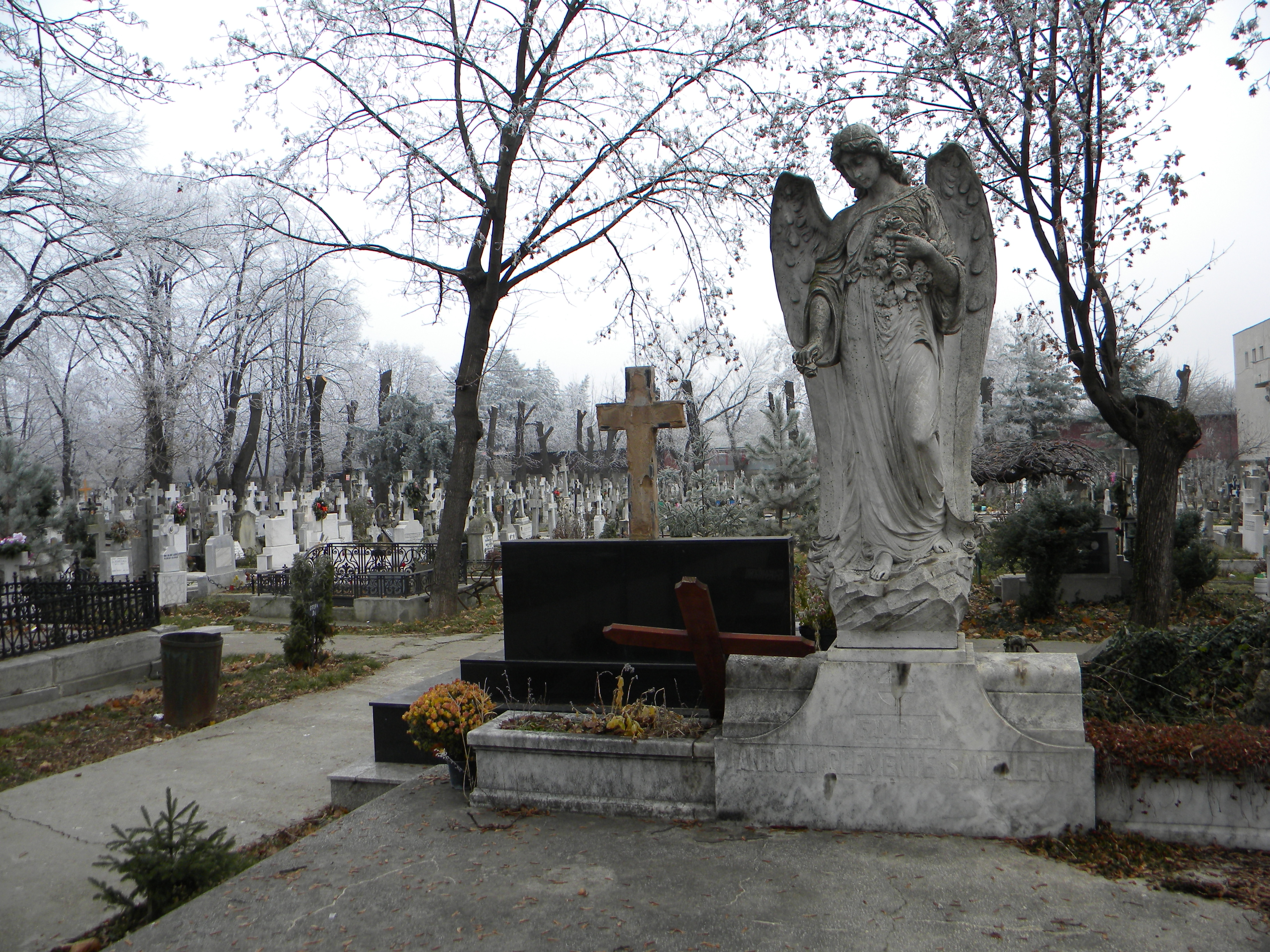
Bukarester Friedhof Bellu – In einer unterirdischen Grabkammer befindet sich Gargoyles fiktive Brutstätte.

Englischer Titel, der auch im Vorspann genannt wird, ist Gargoyle's Revenge.
Für das US-amerikanische Fernsehen wurde der Titel Gargoyle: Wings of Darkness gewählt.
Teile des Films wurden in der rumänischen Hauptstadt Bukarest gedreht, insbesondere ist hier der Friedhof Bellu mit seiner Friedhofskapelle zu nennen. Als Bischofskloster diente das vor den Toren der Stadt gelegene Schloss Mogoșoaia.
Kurze Einblendungen zeigen die orthodoxe Kirche in Bukarests Nobelbezirk Cotroceni und die Höhenburg Poenari in den Karpaten. Die Turmspitze, auf die der Gargoyle eines seiner Opfer aufspießt, gehört zur Törzburg in Siebenbürgen, zum Drehzeitpunkt noch in Staatsbesitz.

## Kritik
Die Kritik war wenig begeistert; so wertete das Lexikon des internationalen Films das Werk als „in Rumänien produzierter Billighorror auf der Grundlage eines Films aus den 1970er-Jahren, der bestenfalls lächerliche Effekte zu bieten hat.“, während Cinema noch deutlicher wird: „In Osteuropa kann man billig drehen, aber besser werden B-Filme davon nicht: Jedes alte Staubtuch gruselt mehr als dieser mies getrickste mythische Flügeldämon in einer konfusen Story.“ Auch Kim Newman bemerkt in seinem Genreüberblick Nightmare Movies, dass dem Film der frühere milde Charme der Billigproduktionen, der Regisseur Wynorskis Werken innewohnte, diesmal fehle.